# شوادان
شوادان یا شوادون، زیرزمین عمیقی است که در عمق چندین متری زمین ساخته می‌شود و در معماری جنوب غرب ایران بویژه در شهرهای شوشتر ، دزفول به‌علت شرایط آب و هوایی گرم و مرطوب حاکم بر آنجا مرسوم بوده است. معماران برای فراهم کردن شرایط آسایش و زندگی راحت، از جمله دمای خنک‌تر، فضایی سردابی در زیرزمین در نظر می‌گیرند. ضخامت دیوار و مصالح خشت و آجر در قالب عایق حرارتی و از همه مهم‌تر حفره‌هایی که در دیوار و سقف تعبیه می‌شود کمکی است بسیار ارزنده برای عدم انتقال هوای گرم به داخل محیطی که انسان زندگی می‌کند. با توجه به عوامل ناسازگار اقلیمی این منطقه، استفاده از سطوح زیرین زمین، موجب استفاده از شبستان و شوادان شده‌ و زندگی کردن در گرم‌ترین روزهای تابستان در هوایی معتدل را امکان‌پذیر می‌کند. شوادان که از آن با شبادان نیز نام برده شده‌است، در سطحی پائین تر از شبستان قرار می‌گیرد و به منزلهٔ زیرزمین عمیقی است که دمای مناسب برای زندگی در اقلیم گرم را مهیا می‌کند.

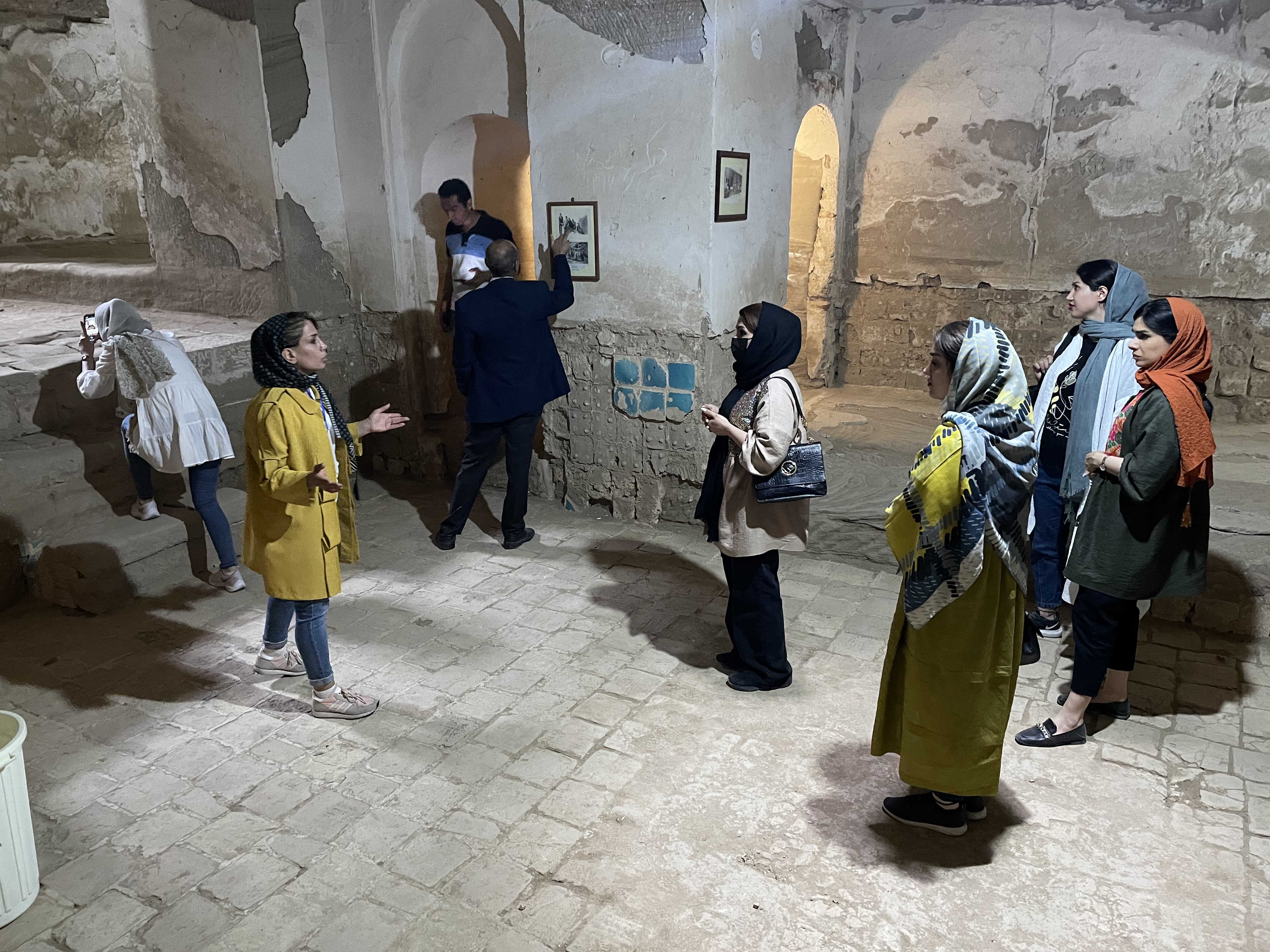
شوادان قلعه سلاسل در شوشتر. یک راهنمای گردشگری در حال توضیح برای گردشگران

## واژه‌شناسی
کلمه شوادان یا شوادون از ۲ بخش شو (شب) به معنی تاریک و سیاه + دان تشکیل شده و به معنای جای تاریک است. در گویش شوشتری با واژه ای به نام شوینه (shovina) نیز بر می خوریم که به معنی آب خنک شده از خنکای شب و کوران هوا است که ریشه ای نزدیک با موضوعیت شوادان و واژه آن دارد.

## تاریخچه
در گذشته برای تأمین آب شهر، دست به حفر قنات‌هایی می زدند که نیاز محله‌ها را برطرف سازد. از این قنات‌ها در هر محله چندین دسترسی به کوچه‌ها وجود داشت. مردم آب را به زیر زمین خانه‌ها هدایت می‌کردند. در زمان صفویه به علت پایین آمدن سطح آب، مردم برای گریز از گرما به زیر زمین‌هایی در عمق بسیار پناه می‌بردند که به نام شبادان معروف گشت. دربارهٔ گذاشتن نام شودان بر روی این زیر زمین‌ها باید ذکر شود که در مناطق کویری کلمهٔ شبو به معنای زیر استفاده می شده است. تا جایی که به زیرزمین شبوزمین می‌گفتند.

## تأثیر جنس زمین در شوادان
شودان در دو شهر دزفول و شوشتر به علت تفاوت جنس زمین، ویژگی‌هایی را برای هر کدام ایجاد کرده‌است. ساخت شوادان در دزفول با جنس قلوه سنگی زمین شرایط ساده‌تری را فراهم می‌کند چرا که حفر در هر زاویه و هر عمقی با وسعت بیشتری را امکان‌پذیر می نماید و به علت خلل و فرج‌های موجود در آن عمل تهویه در ان آسان‌تر صورت می‌گیرد و باعث می‌شود که هوا خنک تر و خشک تر شود. در شوشتر با توجه به وجود لایه‌های گِلی، بعضا طاق‌زنی برای استفاده از فضاهای بیشتر مورد استفاده قرار می‌گیرد.

## تأمین روشنایی شوادان
نور در شوادان توجه خاصی به ان شده‌است . از حفره‌هایی در سطح حیاط یا بام به نام سی‌سرا برای ورود نور و در مواردی برای تهویه نیز استفاده شده‌است.

## شیوه ارتباط با بنا
با مشاهدهٔ قرارگیری شوادان در دزفول و شوشتر با تفاوت‌هایی در مکان‌یابی آن مواجه هستیم. ساختمان شوادان در یک بنای مسکونی در دزفول به صورت دو بخش مجرای اندرونی و بیرونی است که امکان دسترسی هریک را تنها در محدودهٔ خود میسر می‌سازد و به ندرت می‌توان ارتباط این دو را در زیر دید که اکثراً این ارتباط جهت تهویه است.

## شوادان‌های خاص
- شوادان قلعه سلاسل

قلعه سلاسل در شوشتر (مرکز استان خوزستان تا ابتدای پهلوی) مقر حکومت خوزستان در قرنهای متمادی بوده و شوادان آن از نظر وسعت و تزیینات و همچنین پلان با دیگر شوادان‌ها متفاوت است. در شوادان قلعه سلاسل به دلیل حکومتی بودن آن تزیینات زیبای کاشی مربوط به دوره قاجار و حجاری سقف و نیز استفاده از آهک برای پلاستر بدنه شوادون به چشم می‌خورد.
- شوادان شاه‌نشین

این شوادان در شوشتر در مجموعه خان  قرار دارد. این شوادان در کنار حمام و باغ خان بنا شده‌ است.
- شوادان خانه بوریاچین

شوادان این خانه که در محله دلدل شوشتر قرار داشت، پس از رسیدن به پاگرد اول در عمق سه متری، به سه راه مجزا تقسیم می شد که هر کدام از پله ها افراد را به طرف شوادانی خاص هدایت می کرد.
افرادی که وضعیت مالی خوبی داشتند شوادان را به دو بخش زنانه و مردانه تقسیم می کردند و یا اینکه همچون خانه بوریاچین دو یا سه شوادان در کنار هم می ساختند.
این خانه و این شوادون در جریان بمباران های هوایی دوران جنگ ایران و عراق در شوشتر از بین رفت.

## تهدیدها و تخریب
به گفته علی‌محمد چهارمحالی کارشناس مرمت بناهای تاریخی، وضعیت شوادان‌های خانه‌های تاریخی شوشتر به دلیل نشت از  شبکه آب و فاضلاب بافت تاریخی این شهر به وضعیت بحرانی رسیده است.